# Wang Shizhen
 (décembre 2023).
Si vous disposez d'ouvrages ou d'articles de référence ou si vous connaissez des sites web de qualité traitant du thème abordé ici, merci de compléter l'article en donnant les références utiles à sa vérifiabilité et en les liant à la section « Notes et références ».
Wang Shizhen (王士珍, 1861–1930) est un général et homme politique chinois de la république de Chine.
Né à Zhengding dans la province du Hebei en 1861, il est trois fois ministre de la Guerre, une fois en 1915–1916 et deux fois en 1917. Il est Premier ministre de 1917 à 1918.